# エルジ (村)
エルジ（露: Эрзи; イングーシ語：Аьрзи （Ärzi））は、イングーシ共和国のジェイラフ地区にある中世の村（アウル）である。オルゲティの農村（行政中心地）の一部である。村の全領域は、ジェイラフ・アシンスキー国立歴史・建築・自然博物館 - 保存地区に含まれ、国の保護下にある。

## 由来
「エルジ（イングーシ語: Аьрзи）」という言葉は「鷲」を意味する。イングーシの民話によると、エルジはかつて鷲の巣があった場所に設立された。

## 地理
イングシェチアの山岳地帯の西部、海抜1315メートルのアムルキーの川の右岸にあり、道路からもよく見え、エルジ自然保護区の主要な記念碑の一角をなす。最寄りの塔の集落は、北がハミシケとコシク、南東がケルビテ、西がリャジギ、東がアンゲティ。

## 歴史
この集落は、16世紀にチャルドなる人物によって創設されたとされており、彼はマミロフ家、ヤンディエフ家、ブラジェフ家、アルダガノフ家の祖先であるといわれている。一方、別の情報源によると、創設者はヤンドなる人物であるとも伝わる。彼はエルジの「主要な家族」の始祖であり、この地を警護し、通行料を徴収していた。エルジには、フャッピンの民、メツハリンの民、またはキスティンの民ら、複数のイングーシ系の氏族（テイプ）が住んでいた。
1733年5月14日、エルジの原住民ボドシャとカラドシャ・ヤンディエフが、カルトリのヴァフタン6世に忠誠を誓った。
1811年1月8日、エルジはハサイとイタール・ヤンディエフの両代表が署名した協定に基づきロシア帝国に編入された。

イスラム以前の時代には、近隣の塔群であるティアーシュやショーアンと強い文化的・宗教的関係があった。

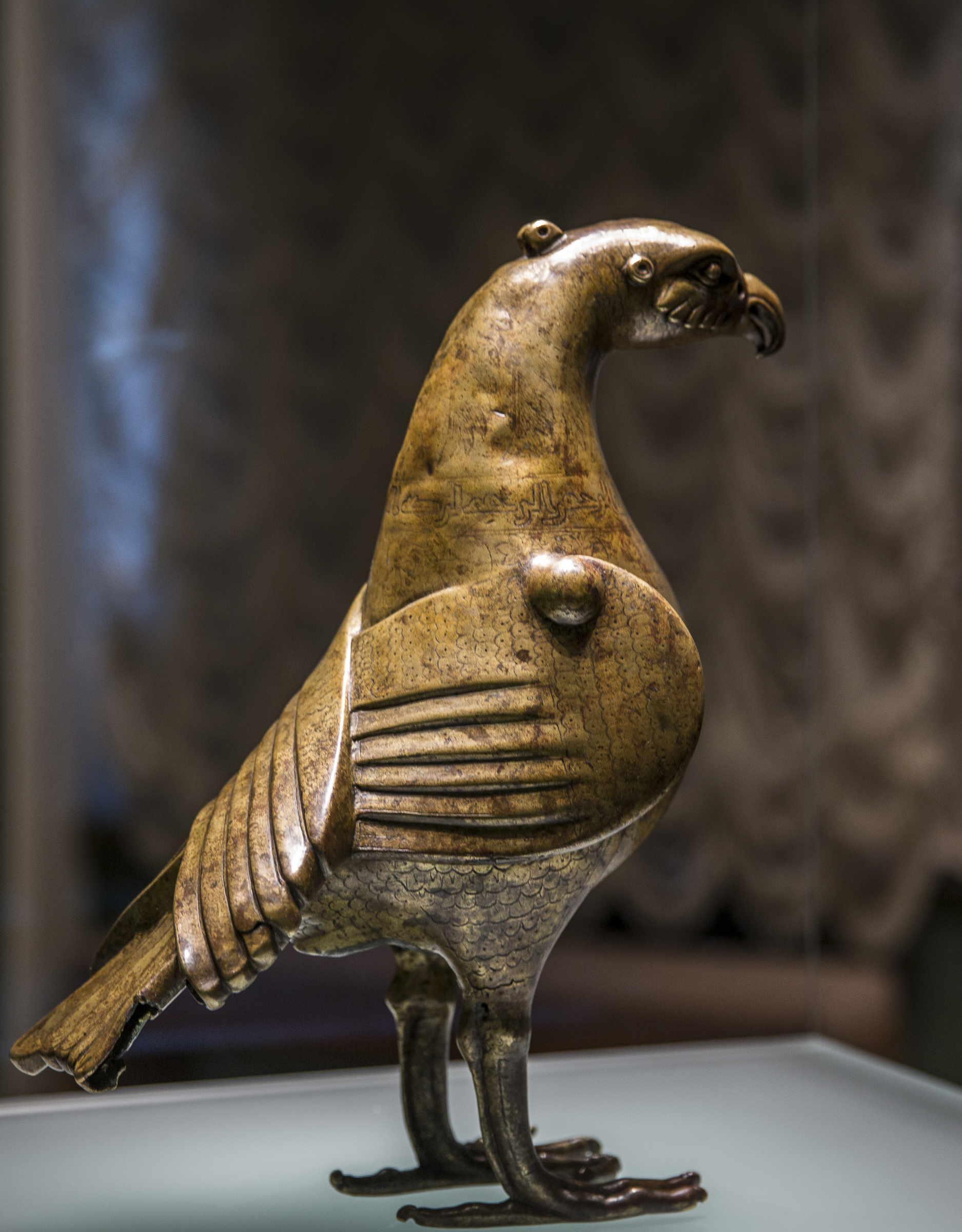
スレイマンの鷲

2012年から2015年にかけて、この塔群は再建された。8つの戦闘塔、2つの準戦闘塔、47の居住塔、1つの寺院、そして建設者ヤンドの霊廟を含む20以上の埋葬地がある。
2019年、炭素年代測定によって、エルジは1683年から1723年の間に建設されたことが明らかになった。
1931年、エルジで「スレイマンの鷲」と呼ばれる鷲の形をした青銅製の香炉が見つかった。香炉ではなく古代の軍旗であるとする歴史家もいる。8世紀（ヒジュラ暦189年）、イスラム帝国の時代のものと同定されている。1936年にサンクトペテルブルクはエルミタージュ美術館の文化芸術ホールに展示されている。
| 「                                                     | どうやら、強い鳥は地元の山岳民族の間で特別な崇敬を受けており、エルジの住民のトーテム（神話上の祖先）で彼らの神であり守護神だったのだろう。古代から続くマミロフ家（元来のエルジ人）の紋章に、鷲の姿が描かれていたのは偶然ではない。また、峡谷の奥深くを轟音を立てて流れるアルムヒ川が、オセチアの隣人たちから、一見すると意外な「マッカル・ドン露: Маккал-дон」（「トビの川」の意）という名前をつけられ、そして峡谷の住民であるイングーシ人自身が、オセチア人の間で「マッカル（露: маккал）」または「マッカロヌ（露: маккалон）」（すなわち「トビの民（露: люди-коршуны）」）と呼ばれていたのも、同様に偶然ではない。 鳥類学において、鷲とトビは近縁であり、同じタカ科に属す。したがって、オスマン人の「マッカル」とイングーシ人の「エルジ」の背後には、猛禽類という近しい概念があり、ジェラフ峡谷の住民の生活や宗教観において、その特別な役割がこの地に消えることのない足跡を残したのだろう。 | 」 |
| —Vitaly Vinogradov（Виноградов 1966, pp. 159–160より） | |    |

## 画像

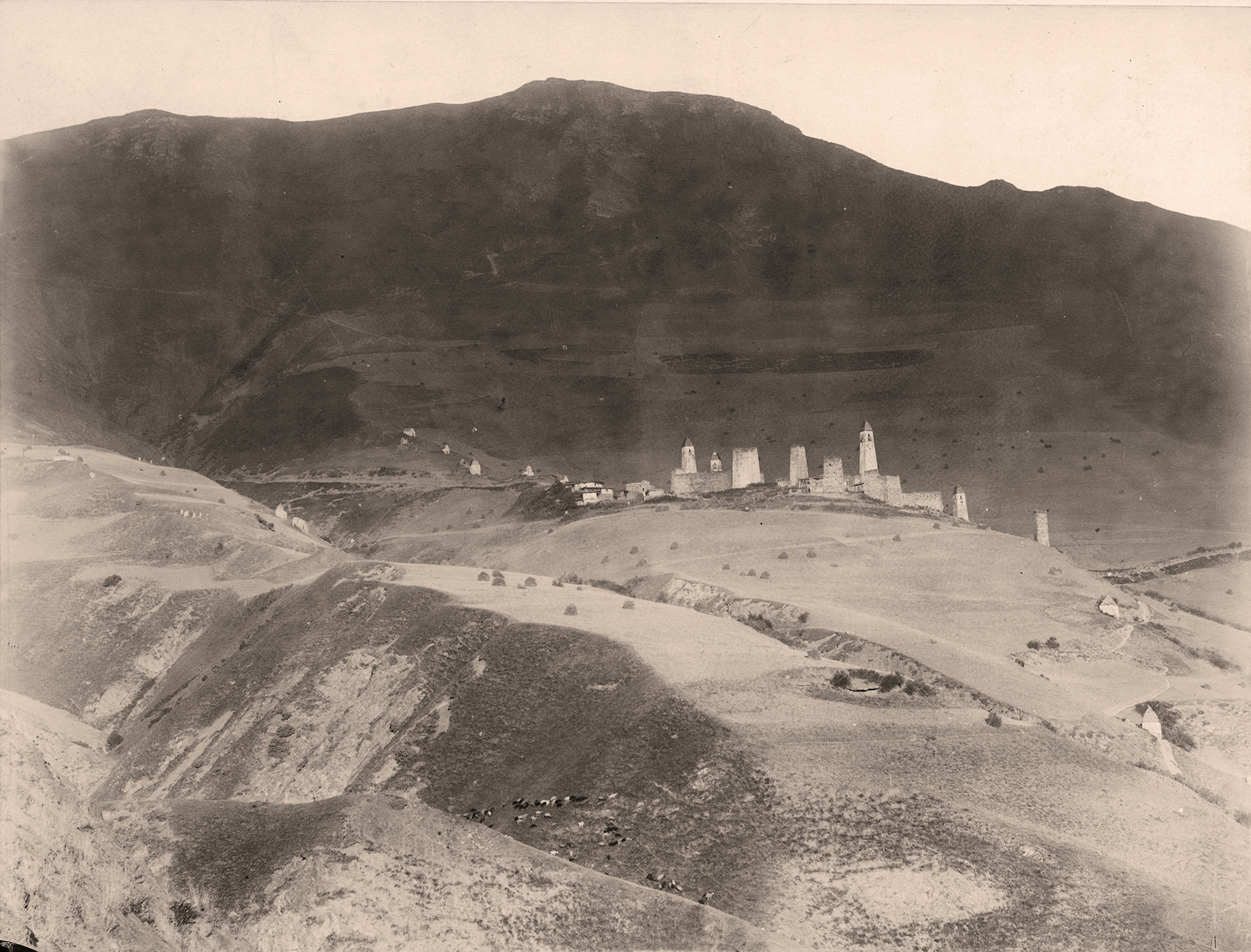
アウル・エルジとアームキ渓谷の眺め。19世紀後半。
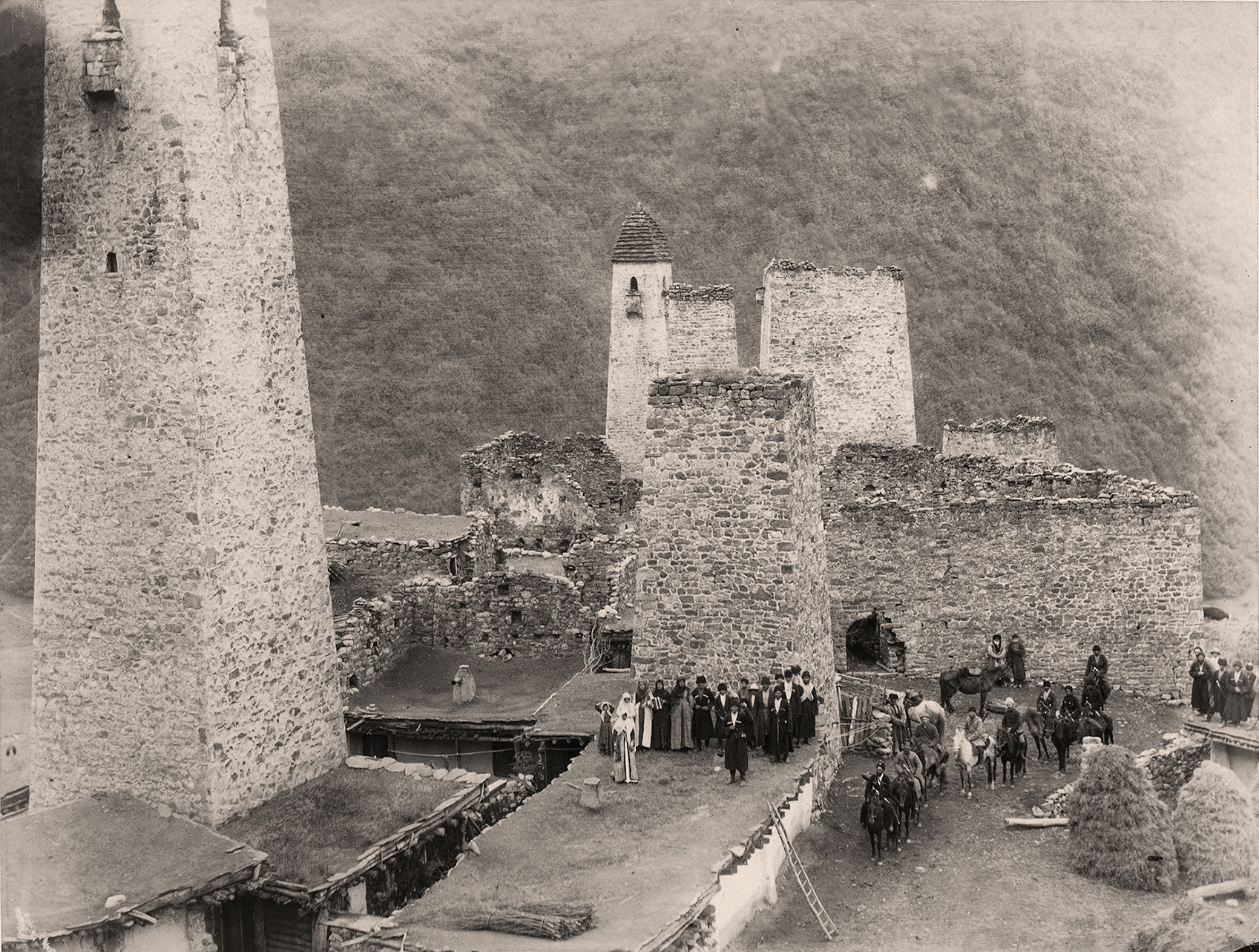
エルジ村に到着した観光客。19世紀末。

## 引用
1. ↑  Russian Federal State Statistics Service (2011). “Всероссийская перепись населения 2010 года. Том 1” [2010 All-Russian Population Census, vol. 1]. Всероссийская перепись населения 2010 года [2010 All-Russia Population Census] (ロシア語). Federal State Statistics Service.
2. ↑  Правительство Российской Федерации. Федеральный закон №107-ФЗ от 3 июня 2011 г. «Об исчислении времени», в ред. Федерального закона №271-ФЗ от 03 июля 2016 г. «О внесении изменений в Федеральный закон "Об исчислении времени"». Вступил в силу по истечении шестидесяти дней после дня официального опубликования (6 августа 2011 г.). Опубликован: "Российская газета", №120, 6 июня 2011 г. (Government of the Russian Federation. Federal Law #107-FZ of June 31, 2011 On Calculating Time, as amended by the Federal Law #271-FZ of July 03, 2016 On Amending Federal Law "On Calculating Time". Effective as of after sixty days following the day of the official publication.).
3. ↑  “Ольгетинская сельский округ (сельсовет)* (Джейрахский район)” [Olgeti Rural settlement (village council)* (Dzheyrakhsky District)]. www.ocato.ru. 2016年3月11日時点のオリジナルよりアーカイブ。2011年7月23日閲覧。
4. ↑  Мальсагов 1925, p. 122.
5. ↑  Т.М. Акимова, Л.Г. Бараг, ed (1976) (Russian). Фольклор народов РСФСР. Башкирский государственный университет. p. 58
6. ↑  Проект «Открытый Кавказ». “Карта”. 2017年9月25日閲覧。
7. ↑  Г. Д. Чиковани, ЧИЭЭ, 1979, ТЕТр. II, 12., Стр. 127
8. ↑  Baddeley, John F. (1940). The Rugged Flanks of Caucasus. Vol. 1. London: Oxford University Press: Humphrey Milford. p. 209
9. ↑  И.А. Дахкильгов, Антология ингушского фольклора, т. 7 с. 66-67
10. ↑  Сборник документов и материалов 2020, pp. 486–487 (РГВИА. Ф. 13454. ОП. 15. Д. 202. Л. 101—111).
11. ↑  Сборник документов и материалов 2020, pp. 596–604 (ЦГА РСО-А. Ф. 262. Оп. 1. Д. 77. Л. 76 об—92 об.).
12. ↑  Сборникъ статистическихъ свѣдѣній о Кавказѣ 1869, p. 44.
13. ↑  Документы по взаимоотношениям Грузии с Северным Кавказом в XVIII в. 1968, pp. 122–126, Письма старшин горных провинций Гудамакари, Мтиулети, Кистетии, Тагаури и Хеви к царю Вахтангу VI, с изъявлением своей верноподданности.
14. ↑  В январе 1811 года от генерала Тормасова к генералу Румянцеву. Акты К.А.К., т.4, стр. 904
15. ↑  ИСХОДНЫЕ ФУНКЦИИ, СЕМАНТИКА И АНАЛОГИИ БОГА ДЯЛА В РЕЛИГИОЗНЫХ ВОЗЗРЕНИЯХ ИНГУШЕЙ АКИЕВА П. Х.
16. ↑  Проект «Открытый Кавказ». “Эрзи”. Template:Cite webの呼び出しエラー：引数 accessdate は必須です。
17. ↑  “The results of radiocarbon dating of the battle tower c. Erzi. Mountainous Ingushetia, Dzheirakhsky district.”. GKU 'ARCHAEOLOGICAL CENTER NAMED AFTER E.I. KRUPNOV'. Template:Cite webの呼び出しエラー：引数 accessdate は必須です。